# Bienheureux Lecesne
Pour les articles homonymes, voir Lecesne.
Bienheureux Désiré François Réel Lecesne, né le 28 janvier 1771 à Falaise (Calvados) et mort le 29 septembre 1827 à Arras, est un ingénieur géographe français.

## Biographie
Élève de l'École polytechnique, il fait partie de l'expédition d'Égypte où il est membre de la Commission des sciences et des arts.
Il est atteint de la peste mais finit par en guérir à Alexandrie.
Il aide à la réalisation de la carte de la Basse-Égypte.
Appartenant au corps des Ingénieurs géographes, Lecesne meurt en activité de service. Il est alors chef d'escadron d'état-major, et chevalier des ordres de Saint-Louis et de la Légion d'honneur.
Marié à Catherine-Mélanie Dufour, il en a eu un fils, Edmond.